# Jan Zachariasz Unicki
Jan Zachariasz Unicki (Unucka) (14. března 1894, Krakov – 12. října 1991) byl luterský pastor polské národnosti, působící převážně v Československu, publicista a politický vězeň komunistického režimu v Československu.
Ordinován byl roku 1918 v Bílsku. Působil ve sborech ve Skočově, Frýdku, Holešově, Dolních Bludovicích a v Komorní Lhotce. V Komorní Lhotce rovněž zastával funkci správce diakonického ústavu Betezda.
Roku 1962 byl ve vykonstruovaném procesu odsouzen k 18měsíčnímu trestu odnětí svobody, který zčásti vykonal ve věznici Mírov. Soudně rehabilitován byl roku 1991.
Je autorem postily Obrazki niewiast biblijnych Starego Testamentu.
Jeho bratr Leon (1897–1970) byl kurátorem Těšínské diecéze Evangelicko-augsburské církve v Polsku.